# Birgit Lennartz
Birgit Lennartz-Lohrengel, née Lennartz le 22 novembre 1965 à Bad Godesberg, est une coureuse de fond allemande spécialisée en course en montagne, marathon et ultra-marathon. Elle a remporté 14 titres nationaux en athlétisme, dont neuf en 100 km.

## Biographie
Fille de l'historien du sport Karl Lennartz, Birgit et son frère Burkhard s'amusent à suivre son père lors de ses entraînements. Pensant d'abord que ces derniers finiraient par abandonner, Karl constate que ces derniers persévèrent. Très précoce, Birgit s'engage déjà en compétition durant sa jeunesse. Pour la récompenser de ses bonnes performances, son père l'autorise à courir son premier marathon à l'âge de 13 ans, qu'elle termine en 3 h 51 min 17 s. À l'âge de 15 ans, elle remporte son premier marathon à Stammeln. En 1982, elle termine le marathon de Francfort à la onzième place en moins de 3 heures et attire l'attention de la Fédération allemande d'athlétisme. L'année suivante, elle décroche sa première médaille nationale en terminant deuxième des championnats d'Allemagne de l'Ouest de marathon à Dülmen.
Le 13 avril 1986, elle parvient à battre la favorite locale Carina Weber-Leutner pour remporter le marathon de Vienne lors de sa première participation.
Durant ses études à la haute école de sports de Cologne, elle rédige une thèse sur l'histoire et le développement des courses d'ultrafond en Allemagne. Voulant connaître le sujet de sa thèse, elle s'inscrit aux 100 km de Bienne en 1988 qu'elle remporte pour sa première participation,. Le 1er octobre, elle s'essaie avec succès à la course en montagne Elle remporte la course de montagne de Hundseck et décroche le titre de championne d'Allemagne de course en montagne. Une semaine plus tard, elle remporte le titre national de 100 kilomètres à Duisbourg et établit un nouveau record national en 7 h 42 min 0 s.
Le 30 septembre 1989 lors des 100 km de Unna-Lünern, elle remporte son second titre national du 100 km et bat le record du monde en 7 h 26 min 52 s. Le 15 octobre, elle s'impose lors des championnats d'Allemagne de marathon à Kandel. Elle améliore son record du monde le 28 avril 1990 à Hanau en courant 7 h 18 min 57 s, qui est à ce jour toujours le record national,. Le 28 juillet, elle domine la course féminine du Swiss Alpine Marathon pour sa première participation et améliore le record féminin du parcours.
Elle remporte la victoire au marathon de Munich le 3 mai 1992.
Le 25 septembre 1993, elle s'impose lors de la première édition du marathon de la Jungfrau en dominant la course féminine.
Le 7 juin 1997, elle remporte sa septième victoire aux 100 km de Bienne et abaisse le record féminin du parcours en 7 h 37 min 39 s, battant de près de 15 minutes son précédent record. En août, un jour après sa victoire au Défi Val-de-Travers, elle est victime d'un accident vasculaire cérébral, ne s'étant pas suffisamment hydratée pendant la course. Elle est rapidement hospitalisée et s'en sort sans conséquence,.
En 1998, elle se rend en Afrique du Sud pour participer au Two Oceans Marathon. N'ayant pas de chaussures appropriées, elle demande à en emprunter une paire, précisant qu'elle compte remporter la course. Elle termine finalement deuxième derrière Angelina Sephooa. L'année suivante, elle revient en Afrique du Sud pour participer au prestigieux Comrades Marathon. Après un départ plutôt lent des habituées, Birgit hausse le rythme et s'empare de la tête de course à Botha's Hill pour aller remporter la victoire,. En 2000, elle prend à nouveau le départ du Comrades Marathon. Elle est cette fois battue de plus de 15 minutes par sa compatriote et grande favorite Martine Bak,.
Le 1er avril 2001, Brigit remporte la première édition du marathon de Bonn. Elle se blesse la première fois en juin 2001 et se casse la clavicule à la suite d'une chute à vélo. Après son rétablissement, elle ne retrouve pas son équilibre d'avant et souffre du syndrome du piriforme, ce qui pénalise ses performances. Elle retrouve de meilleures sensations après le retrait des broches, mais ne retrouve pas son niveau de performance d'avant. Le 28 juillet, elle remporte sa dixième victoire au Swiss Alpine Marathon et améliore à nouveau son propre record du parcours.
En 2004, elle termine dixième de Sierre-Zinal, première édition du Challenge mondial de course en montagne longue distance.
En 2011, elle remporte le marathon d'Antalya pour la seconde fois. C'est sa 69e et dernière victoire en carrière sur un marathon tous types de parcours confondus (route, vallonnés, en montagne).

## Palmarès

### Route
| Année | Compétition                                     | Lieu            | Place | Épreuve        | Performance     |
| ----- | ----------------------------------------------- | --------------- | ----- | -------------- | --------------- |
| 1981  | Rhein-Ruhr-Marathon                             | Duisbourg       | 2e    | Marathon       | 3 h 17 min 25 s |
| 1982  | Marathon de Francfort                           | Francfort       | 11e   | Marathon       | 2 h 49 min 53 s |
| 1982  | Rhein-Ruhr-Marathon                             | Duisbourg       | 1re   | Marathon       | 3 h 5 min 57 s  |
| 1983  | Championnats d'Allemagne de l'Ouest de marathon | Duisbourg       | 2e    | Marathon       | 2 h 45 min 14 s |
| 1983  | Marathon de Francfort                           | Francfort       | 12e   | Marathon       | 2 h 48 min 17 s |
| 1983  | Rhein-Ruhr-Marathon                             | Duisbourg       | 1re   | Marathon       | 2 h 43 min 20 s |
| 1983  | Marathon de New York                            | New York        | 19e   | Marathon       | 2 h 41 min 42 s |
| 1984  | Marathon de Francfort                           | Francfort       | 6e    | Marathon       | 2 h 39 min 41 s |
| 1984  | Berliner Frauenlauf                             | Berlin          | 3e    | 10 kilomètres  | 35 min 37 s     |
| 1984  | Rhein-Ruhr-Marathon                             | Duisbourg       | 1re   | Marathon       | 2 h 42 min 18 s |
| 1984  | Marathon pré-olympique                          | Séoul           | 1re   | Marathon       | 2 h 40 min 46 s |
| 1985  | Marathon de Francfort                           | Francfort       | 9e    | Marathon       | 2 h 41 min 54 s |
| 1986  | Marathon de Houston                             | Houston         | 11e   | Marathon       | 2 h 46 min 28 s |
| 1986  | Marathon de Vienne                              | Vienne          | 1re   | Marathon       | 2 h 38 min 31 s |
| 1988  | 100 km de Bienne                                | Bienne          | 1re   | 100 kilomètres | 8 h 30 min 5 s  |
| 1988  | Marathon d'Helsinki                             | Helsinki        | 3e    | Marathon       | 2 h 47 min 2 s  |
| 1988  | Championnats d'Allemagne de 100 km              | Duisbourg       | 1re   | 100 kilomètres | 7 h 42 min 0 s  |
| 1988  | Marathon de Bangkok                             | Bangkok         | 2e    | Marathon       | 2 h 57 min 54 s |
| 1989  | Championnats d'Allemagne de 100 km              | Unna            | 1re   | 100 kilomètres | 7 h 26 min 52 s |
| 1989  | Championnats d'Allemagne de l'Ouest de marathon | Kandel          | 1re   | Marathon       | 2 h 41 min 23 s |
| 1990  | Championnats d'Allemagne de 100 km              | Hanau-Rodenbach | 1re   | 100 kilomètres | 7 h 18 min 57 s |
| 1990  | 100 km de Bienne                                | Bienne          | 1re   | 100 kilomètres | 7 h 51 min 50 s |
| 1991  | Marathon de Cologne                             | Cologne         | 1re   | Marathon       | 2 h 54 min 58 s |
| 1991  | Rhein-Ruhr-Marathon                             | Duisbourg       | 1re   | Marathon       | 2 h 43 min 30 s |
| 1991  | Championnats d'Allemagne de 100 km              | Scheeßel        | 1re   | 100 kilomètres | 7 h 35 min 21 s |
| 1992  | Marathon de Munich                              | Munich          | 1re   | Marathon       | 2 h 39 min 17 s |
| 1992  | Marathon de Leipzig                             | Leipzig         | 1re   | Marathon       | 2 h 47 min 54 s |
| 1992  | Championnats d'Allemagne de 100 km              | Rheine Elte     | 1re   | 100 kilomètres | 7 h 27 min 20 s |
| 1993  | 100 km de Bienne                                | Bienne          | 1re   | 100 kilomètres | 8 h 16 min 45 s |
| 1993  | Championnats d'Allemagne de 100 km              | Rheine Elte     | 1re   | 100 kilomètres | 7 h 46 min 44 s |
| 1993  | Marathon de la Forêt-Noire                      | Bräunlingen     | 1re   | Marathon       | 2 h 59 min 13 s |
| 1994  | 100 km de Bienne                                | Bienne          | 1re   | 100 kilomètres | 8 h 40 min 49 s |
| 1994  | Championnats d'Allemagne de 100 km              | Neuwittenbek    | 1re   | 100 kilomètres | 7 h 38 min 14 s |
| 1995  | 100 km de Bienne                                | Bienne          | 1re   | 100 kilomètres | 8 h 9 min 16 s  |
| 1996  | 100 km de Bienne                                | Bienne          | 1re   | 100 kilomètres | 8 h 23 min 5 s  |
| 1997  | Ultraloop Stein                                 | Stein           | 1re   | 6 heures       | 75,141 km       |
| 1997  | Zestig van Texel                                | Den Burg        | 1re   | Ultra-marathon | 4 h 35 min 57 s |
| 1997  | 100 km de Bienne                                | Bienne          | 1re   | 100 kilomètres | 7 h 37 min 39 s |
| 1997  | Championnats d'Allemagne de 100 km              | Leipzig         | 1re   | 100 kilomètres | 7 h 57 min 3 s  |
| 1998  | Ultraloop Stein                                 | Stein           | 1re   | 6 heures       | 77,727 km       |
| 1998  | Two Oceans Marathon                             | Le Cap          | 2e    | Ultra-marathon | 3 h 52 min 53 s |
| 1999  | Ultraloop Stein                                 | Stein           | 1re   | 6 heures       | 74,815 km       |
| 1999  | Comrades Marathon                               | Durban          | 1re   | Ultra-marathon | 6 h 31 min 3 s  |
| 2000  | Ultraloop Stein                                 | Stein           | 1re   | 6 heures       | 75,870 km       |
| 2000  | Gutenberg-Marathon                              | Mayence         | 2e    | Marathon       | 2 h 54 min 37 s |
| 2000  | Comrades Marathon                               | Durban          | 2e    | Ultra-marathon | 6 h 33 min 54 s |
| 2000  | Marathon de Dresde                              | Dresde          | 1re   | Marathon       | 2 h 53 min 22 s |
| 2001  | 50 km Ultramarathon Rodgau                      | Rodgau          | 1re   | 50 kilomètres  | 3 h 49 min 58 s |
| 2001  | Marathon de Malte                               | Sliema          | 1re   | Marathon       | 3 h 4 min 47 s  |
| 2001  | Ultraloop Stein                                 | Stein           | 1re   | 6 heures       | 75,758 km       |
| 2001  | Marathon de Bonn                                | Bonn            | 1re   | Marathon       | 2 h 46 min 35 s |
| 2001  | Championnats d'Allemagne de 100 km              | Neuwittenbek    | 1re   | 100 kilomètres | 7 h 28 min 31 s |
| 2001  | 3-Länder-Marathon                               | Brégence        | 1re   | Marathon       | 3 h 5 min 4 s   |
| 2004  | Marathon de la Forêt-Noire                      | Bräunlingen     | 2e    | Marathon       | 3 h 10 min 3 s  |
| 2005  | Heilbronner Trollinger-Marathon                 | Heilbronn       | 1re   | Marathon       | 3 h 27 min 50 s |
| 2007  | Rheinhöhenlauf                                  | Vettelschoß     | 1re   | Semi-marathon  | 1 h 30 min 29 s |
| 2008  | 100 km de Bienne                                | Bienne          | 4e    | 100 kilomètres | 9 h 5 min 17 s  |
| 2009  | Rheinhöhenlauf                                  | Vettelschoß     | 2e    | Semi-marathon  | 1 h 33 min 17 s |
| 2010  | Marathon d'Antalya                              | Antalya         | 1re   | Marathon       | 3 h 10 min 30 s |
| 2010  | Marathon de Bonn                                | Bonn            | 1re   | Marathon       | 3 h 10 min 28 s |
| 2010  | Rheinhöhenlauf                                  | Vettelschoß     | 1re   | Semi-marathon  | 1 h 31 min 27 s |
| 2010  | Marathon de Munich                              | Munich          | 2e    | Marathon       | 2 h 58 min 42 s |
| 2011  | Marathon d'Antalya                              | Antalya         | 1re   | Marathon       | 3 h 4 min 4 s   |

### Course en montagne
| no   | féminin            | Course                                                  | Longueur | Départ            | Temps           |
| ---- | ------------------ | ------------------------------------------------------- | -------- | ----------------- | --------------- |
|      | Médaille d'or      | Championnats d'Allemagne de course en montagne          | 11,5 km  | 1er octobre 1988  | 48 min 47 s     |
|      | Médaille d'or      | Championnats d'Allemagne de course en montagne          | 6,3 km   | 17 juin 1990      | 46 min 13 s     |
|      | Médaille d'or      | Course du glacier                                       | 17,5 km  | 5 juillet 1992    | 1 h 43 min 10 s |
|      | Médaille d'argent  | Course de montagne du Danis                             | 10,4 km  | 12 juillet 1992   | 51 min 6 s      |
|      | Médaille d'or      | Marathon de la Jungfrau                                 | 42,2 km  | 25 septembre 1993 | 3 h 30 min 4 s  |
|      | Médaille d'or      | Championnats d'Allemagne de course en montagne          | 6,5 km   | 3 octobre 1993    | 57 min 29 s     |
|      | Médaille d'argent  | Course du glacier                                       | 17,5 km  | 3 juillet 1994    | 1 h 39 min 7 s  |
|      | Médaille d'argent  | Marathon de la Jungfrau                                 | 42,2 km  | 9 septembre 1995  | 3 h 35 min 47 s |
|      | Médaille d'argent  | Marathon de la Jungfrau                                 | 42,2 km  | 7 septembre 1996  | 3 h 33 min 36 s |
|      | Médaille d'or      | Course du glacier                                       | 10,5 km  | 6 juillet 1997    | 57 min 51 s     |
|      | Médaille de bronze | Course du glacier                                       | 17,5 km  | 5 juillet 1998    | 1 h 35 min 33 s |
|      | Médaille de bronze | Course du glacier                                       | 16,7 km  | 4 juillet 1999    | 1 h 45 min 23 s |
| 55e  | 4e                 | Marathon de la Jungfrau                                 | 42,2 km  | 4 septembre 1999  | 3 h 31 min 54 s |
|      | Médaille d'or      | Course du glacier                                       | 16,7 km  | 2 juillet 2000    | 1 h 36 min 9 s  |
| 42e  | Médaille de bronze | Marathon de la Jungfrau                                 | 42,2 km  | 2 septembre 2000  | 3 h 28 min 31 s |
|      | Médaille d'or      | Semi-marathon d'Aletsch                                 | 21,1 km  | 1er juillet 2001  | 1 h 57 min 2 s  |
|      | Médaille d'or      | Marathon de Napf                                        | 42,2 km  | 14 octobre 2001   | 3 h 39 min 41 s |
| 26e  | Médaille de bronze | LGT Alpin Marathon                                      | 42,2 km  | 14 juin 2003      | 3 h 53 min 26 s |
| 27e  | Médaille d'or      | Semi-marathon Inferno                                   | 21,1 km  | 16 août 2003      | 2 h 23 min 33 s |
| 51e  | Médaille d'argent  | Course de montagne du Brandenkopf                       | 9,5 km   | 14 octobre 2001   | 53 min 12 s     |
| 40e  | Médaille d'or      | Drachenlauf                                             | 26 km    | 26 octobre 2003   | 2 h 5 min 41 s  |
|      | Médaille d'or      | Kyffhäuser-Berglauf                                     | 42 km    | 17 avril 2004     | 3 h 29 min 41 s |
| 38e  | 4e                 | Marathon de Zermatt                                     | 42,2 km  | 3 juillet 2004    | 4 h 3 min 2 s   |
| 167e | 10e                | Challenge mondial de course en montagne longue distance | 31 km    | 8 août 2004       | 3 h 38 min 10 s |
| 22e  | Médaille d'or      | Drachenlauf                                             | 26 km    | 24 octobre 2004   | 2 h 0 min 0 s   |

### Trail
| no  | féminin           | Course                                | Longueur | Départ           | Temps           |
| --- | ----------------- | ------------------------------------- | -------- | ---------------- | --------------- |
| 44e | Médaille d'or     | Swiss Alpine Marathon                 | 67 km    | 28 juillet 1990  | 6 h 26 min 55 s |
|     | Médaille d'or     | Schwäbische Alb                       | 44 km    | 2 novembre 1991  | 3 h 26 min 39 s |
| 15e | Médaille d'or     | GutsMuths-Rennsteiglauf Supermarathon | 65 km    | 16 mai 1992      | 5 h 11 min 33 s |
| 29e | Médaille d'or     | Swiss Alpine Marathon                 | 67 km    | 25 juillet 1992  | 6 h 18 min 28 s |
|     | Médaille d'argent | Schwäbische Alb                       | 44 km    | 30 octobre 1993  | 3 h 24 min 58 s |
| 41e | Médaille d'or     | GutsMuths-Rennsteiglauf Supermarathon | 65 km    | 28 mai 1994      | 5 h 21 min 38 s |
| 38e | Médaille d'or     | Swiss Alpine Marathon                 | 67 km    | 30 juillet 1994  | 6 h 35 min 0 s  |
|     | Médaille d'or     | Schwäbische Alb                       | 44 km    | 29 octobre 1994  | 3 h 36 min 2 s  |
| 52e | Médaille d'or     | GutsMuths-Rennsteiglauf Supermarathon | 65 km    | 20 mai 1995      | 5 h 27 min 37 s |
| 38e | Médaille d'or     | Swiss Alpine Marathon                 | 67 km    | 20 juillet 1995  | 6 h 20 min 58 s |
|     | Médaille d'or     | Schwäbische Alb                       | 44 km    | 28 octobre 1995  | 3 h 25 min 8 s  |
| 39e | Médaille d'or     | GutsMuths-Rennsteiglauf Supermarathon | 65 km    | 18 mai 1996      | 5 h 21 min 18 s |
| 31e | Médaille d'or     | Swiss Alpine Marathon                 | 67 km    | 27 juillet 1996  | 6 h 28 min 3 s  |
| 12e | Médaille d'or     | Défi Val-de-Travers                   | 72 km    | 24 août 1996     | 6 h 47 min 47 s |
|     | Médaille d'or     | Schwäbische Alb                       | 44 km    | 26 octobre 1996  | 3 h 26 min 24 s |
| 29e | Médaille d'or     | GutsMuths-Rennsteiglauf Supermarathon | 76 km    | 24 mai 1997      | 6 h 13 min 36 s |
| 19e | Médaille d'or     | Swiss Alpine Marathon                 | 67 km    | 26 juillet 1997  | 6 h 29 min 19 s |
| 11e | Médaille d'or     | Défi Val-de-Travers                   | 72 km    | 24 août 1997     | 6 h 25 min 22 s |
|     | Médaille d'argent | Schwäbische Alb                       | 44 km    | 25 octobre 1997  | 3 h 19 min 44 s |
| 36e | Médaille d'or     | Swiss Alpine Marathon K78             | 78 km    | 25 juillet 1998  | 7 h 0 min 48 s  |
| 26e | Médaille d'or     | Défi Val-de-Travers                   | 72 km    | 22 août 1998     | 7 h 10 min 42 s |
| 20e | Médaille d'or     | GutsMuths-Rennsteiglauf Supermarathon | 76 km    | 15 mai 1999      | 6 h 14 min 0 s  |
| 40e | Médaille d'or     | Swiss Alpine Marathon K78             | 78 km    | 31 juillet 1999  | 7 h 8 min 52 s  |
| 15e | Médaille d'or     | Défi Val-de-Travers                   | 72 km    | 20 août 1999     | 6 h 22 min 59 s |
| 34e | Médaille d'argent | Schwäbische Alb                       | 50 km    | 16 octobre 1999  | 4 h 1 min 21 s  |
| 30e | Médaille d'or     | GutsMuths-Rennsteiglauf Supermarathon | 76 km    | 20 mai 2000      | 6 h 24 min 34 s |
| 33e | Médaille d'or     | Swiss Alpine Marathon K78             | 78 km    | 29 juillet 2000  | 6 h 52 min 15 s |
| 7e  | Médaille d'or     | Défi Val-de-Travers                   | 72 km    | 18 août 2000     | 6 h 13 min 58 s |
| 20e | Médaille d'or     | Swiss Alpine Marathon K78             | 78 km    | 28 juillet 2001  | 6 h 45 min 57 s |
| 25e | Médaille d'or     | Défi Val-de-Travers                   | 72 km    | 24 août 2001     | 7 h 45 min 30 s |
| 76e | Médaille d'or     | GutsMuths-Rennsteiglauf Supermarathon | 72,7 km  | 17 mai 2008      | 6 h 32 min 38 s |
| 59e | Médaille d'or     | Schwäbische Alb                       | 50 km    | 25 octobre 2008  | 4 h 16 min 36 s |
| 17e | Médaille d'or     | Trail Uewersauer                      | 50 km    | 16 novembre 2008 | 4 h 44 min 10 s |

## Records
| Épreuve        | Performance          | Date              | Lieu              |
| -------------- | -------------------- | ----------------- | ----------------- |
| 3 000 mètres   | 9 min 44 s 0         | 21 mai 1986       | Coblence          |
| 5 000 mètres   | 16 min 39 s 0        | 29 août 1984      | Sankt Augustin    |
| 10 000 mètres  | 34 min 30 s 0        | 26 avril 1986     | Bonn              |
| 5 kilomètres   | 20 min 27 s          | 25 juillet 2013   | Cologne           |
| 10 kilomètres  | 33 min 59 s          | 1er décembre 2012 | Bergisch Gladbach |
| 15 kilomètres  | 1 h 0 min 48 s       | 30 janvier 2011   | Bonn              |
| 10 miles       | 1 h 7 min 1 s        | 29 janvier 2012   | Cologne           |
| Semi-marathon  | 1 h 18 min 59 s      | 26 janvier 1998   | Trèves            |
| 25 kilomètres  | 1 h 32 min 31 s      | 14 avril 1990     | Paderborn         |
| Marathon       | 2 h 38 min 15 s      | 25 mars 1990      | Kandel            |
| 50 kilomètres  | 3 h 29 min 40 s      | 16 avril 1994     | Rodenbach         |
| 6 heures       | 78,057 km            | 7 octobre 2000    | Ottweiler         |
| 100 kilomètres | 7 h 18 min 57 s (NR) | 28 avril 1990     | Hanau             |

## Ouvrages
- (de) Birgit Lennartz, Cook and run. 155 fixe Rezepte für Läufer, Biker und Walker. LAS-Verlag, novembre 2005,  (ISBN 978-3897871700)